# Miss Misuri USA
Miss Misuri USA (en inglés: Miss Missouri USA es el concurso de belleza que selecciona a la representante del estado de Misuri en el concurso Miss USA. Desde 1993, está dirigido por Vanbros and Associates, con sede en Shawnee, Kansas (Estados Unidos).
Misuri ha tenido solo una Miss USA, Shandi Finnessey, quien se ubicó como primera finalista detrás de Jennifer Hawkins, de Australia, en el concurso Miss Universo 2004. Tres ganadoras de Miss Misuri USA han competido en Miss America, incluyendo a Finnessey que es una de las dos ganadoras de Miss USA desde 1980 en ganar el título de Miss USA. Seis ex Miss Teen USA han ganado el título, igualando a Indiana y Virginia a las que han tenido más crossovers, aunque Indiana y Misuri han tenido candidatas que han representado a otros estados en Miss Teen USA.

## Ganadoras
| Año  | Nombre             | Ciudad natal     | Posición          | Premios especiales | Notas |
| ---- | ------------------ | ---------------- | ----------------- | ------------------ | --- |
| 2024 | Ashleigh Bedwell   | Campbell         |                   |                    | |
| 2023 | Autumn Black       | Kansas City      |                   |                    | |
| 2022 | Mikala McGhee      | San Luis         | Top 16            |                    | |
| 2021 | Joye Forrest       | Spanish Lake     |                   |                    | |
| 2020 | Megan Renee Kelly  | Seymour          | Top 16            |                    | |
| 2019 | Miriah Ludtke      | San Luis         |                   |                    | |
| 2018 | Tori Kruse         | Osage Beach      |                   |                    | |
| 2017 | Bayleigh Dayton    | Lee's Summit     | Top 10            | - Miss Simpatía    | |
| 2016 | Sydnee Stottlemyre | Chesterfield     | Top 10            |                    | - Anteriormente Miss Missouri's Outstanding Teen 2008 - 4.ª finalista en Miss America's Outstanding Teen 2009 - Miss Missouri Teen USA 2011 - 4.ª finalista en Miss Teen USA 2011 |
| 2015 | Rebecca Dunn       | Columbia         |                   |                    | |
| 2014 | Erica Sturdefant   | Springfield      |                   |                    | - Anteriormente Miss Missouri Teen USA 2010 |
| 2013 | Ellie Holtman      | Montgomery City  |                   |                    | |
| 2012 | Katie Kearney      | San Luis         |                   |                    | |
| 2011 | Hope Driskill      | Jefferson City   | Top 16            |                    | - Concursante de Survivor: Caramoan - Prima de Hayden Brax, Miss Kansas USA 2020                                                                                                  |
| 2010 | Ashley Strohmier   | Jefferson City   | Top 10            |                    | |
| 2009 | Stacey Smith       | Florissant       |                   |                    | |
| 2008 | Candice Crawford   | Columbia         | Top 10            |                    | Hermana de Chace Crawford y esposa de Tony Romo. |
| 2007 | Amber Seyer        | Oran             | Top 10            |                    | - Anteriormente Miss Missouri Teen USA 2003 - Esposa de Barry Zito |
| 2006 | Kristi Capel       | Springfield      |                   |                    | |
| 2005 | Andrea Ciliberti   | Kansas City      |                   |                    | Concursante en la temporada 3 de Beauty and the Geek |
| 2004 | Ashley Litton      | Columbia         | No compitió       | No compitió        | - Asumió. |
| 2004 | Shandi Finnessey   | Florissant       | Miss USA 2004     |                    | - 1.ª finalista en Miss Universo 2004 - Anteriormente Miss Misuri 2002 - 3.ª finalista en Miss Oktoberfest 2000                                                                   |
| 2003 | Tara Bollinger     | Chesterfield     |                   |                    | |
| 2002 | Melana Scantlin    | Gladstone        |                   |                    | - Anteriormente Miss Misuri Teen USA 1995 - Top 12 en Miss Teen USA 1995 |
| 2001 | Larissa Meek       | Ballwin          | Top 5             |                    | - Anteriormente Miss Missouri Teen USA 1997 |
| 2000 | Denette Roderick   | Lebanon          |                   |                    | |
| 1999 | Teri Bollinger     | San Luis         |                   |                    | - Anteriormente Miss Illinois Teen USA 1990 |
| 1998 | Melanie Breedlove  | Mountain Grove   | Segunda finalista |                    | - Anteriormente Miss Missouri Teen USA 1993 |
| 1997 | Amanda Jahn        | St. Joseph       |                   |                    | |
| 1996 | Aimee Rinehart     | Kansas City      |                   |                    | |
| 1995 | Britt Powell       | Kansas City      | Top 12            |                    | |
| 1994 | Shelly Lehman      | Republic         | Top 12            |                    | |
| 1993 | Stephanie Nunn     | Marshfield       |                   |                    | Madre de Miss Missouri Teen USA 2016, Dallas Ezard |
| 1992 | Tonya Snodgrass    | Springfield      |                   |                    | Madre de Miss Arkansas Teen USA 2016, Makenzie Sexton |
| 1991 | Tiffany Hazel      | Sedalia          |                   |                    | |
| 1990 | Lori Suschnick     | Liberal          |                   |                    | Madre de Miss Missouri Teen USA 2018, Chloe Bartlett |
| 1989 | Rhonda Hoglan      | Gladstone        |                   |                    | - Anteriormente Miss Missouri Teen USA 1985 - 3.ª finalista en Miss Teen USA 1985                                                                                                 |
| 1988 | Alecia Workman     | Maryland Heights |                   |                    | |
| 1987 | Dawn Fonseca       | Independence     | Tercera finalista |                    | |
| 1986 | Barbara Webster    | Kansas City      |                   |                    | - Anteriormente Miss Misuri 1983 - Top 10 en Miss America 1984 |
| 1985 | Amy Coverdale      | Columbia         | Top 10            |                    | |
| 1984 | Sandra Percival    | Sunrise Beach    | Tercera finalista |                    | - Más tarde Miss Internacional Estados Unidos 1984 |
| 1983 | Robin Riley        | Columbia         |                   |                    | - Más tarde Miss Misuri 1987 - Top 10 en Miss America 1988 |
| 1982 | Susan Heiman       | Kansas City      |                   |                    | |
| 1981 | Karyn Smagacz      | Fulton           |                   |                    | |
| 1980 | Kelly Laxson       | Kansas City      |                   |                    | |
| 1979 | Virginia Dean      | Rolla            |                   |                    | |
| 1978 | Paula Taylor       | Columbia         |                   |                    | |
| 1977 | Connie Ast         | Chesterfield     |                   |                    | Ast fue primera finalista y reemplazó a Middleton en el Miss USA. |
| 1977 | Leigh Middleton    | Florissant       | No compitió       | No compitió        | No pudo competir en Miss USA debido a lesiones causadas por accidente automovilístico.                                                                                            |
| 1976 | Donna Hibbitts     | Columbia         | Top 12            |                    | |
| 1975 | Nancy LaRose       | Marshall         | Top 12            |                    | |
| 1974 | Dorothy McElveen   | Columbia         | Top 12            |                    | |
| 1973 | Camilla Crist      | Shelbina         |                   |                    | |
| 1972 | Janet Potter       | Springfield      |                   |                    | |
| 1971 | Nancy Rich         | Springfield      | Tercera finalista |                    | |
| 1970 | Suzette Grinham    | Independence     |                   |                    | |
| 1969 | Cherrie Hofmann    | Kansas City      |                   |                    | |
| 1968 | Jan Barton         | Macon            |                   |                    | |
| 1967 | Karen Hendrix      | Independence     | Cuarta finalista  |                    | |
| 1966 | Martha Taylor      | Independence     |                   |                    | |
| 1965 | Barbara Brooks     | Kansas City      |                   |                    | |
| 1964 | Sandy Bawol        | Florissant       |                   |                    | 4.ª finalista en Miss Mundo Estados Unidos 1963 |
| 1963 | Sandra Marlin      | Springfield      | Segunda finalista |                    | |
| 1962 | Mikee Campbell     | Springfield      |                   |                    | |
| 1961 | Joan Roberts       | Richmond Heights |                   |                    | |
| 1960 | Marilyn Stalcup    | Normandy         | Top 15            |                    | |
| 1959 | Barbara Stell      | Kansas City      | Top 15            |                    | |
| 1958 | Beverly Wright     | San Luis         |                   |                    | |
| 1957 | Judith Murback     | Sikeston         |                   |                    | |
| 1956 | Carol Thrower      | Kennett          |                   |                    | |
| 1955 | Janet Coker        | Caruthersville   |                   |                    | |
| 1954 | Alice Porritt      | Cape Girardeau   | Top 21            |                    | |
| 1953 | Donna Gardner      | Portageville     |                   |                    | |
| 1952 | Carolyn Carlew     | Sikeston         | Segunda finalista |                    | |

## Galería de ganadoras

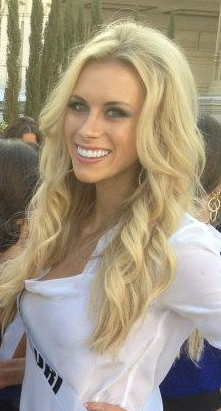
Katie Kearney, Miss Misuri USA 2012
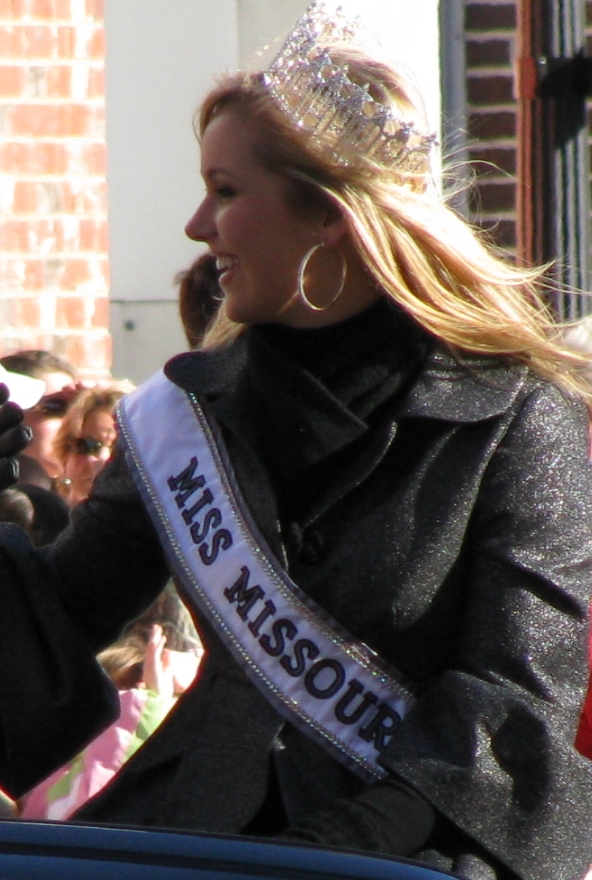
Candice Crawford, Miss Misuri USA 2008
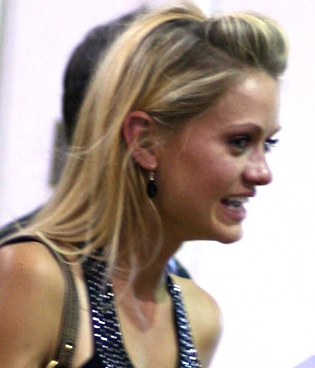
Amber Seyer, Miss Misuri USA 2007
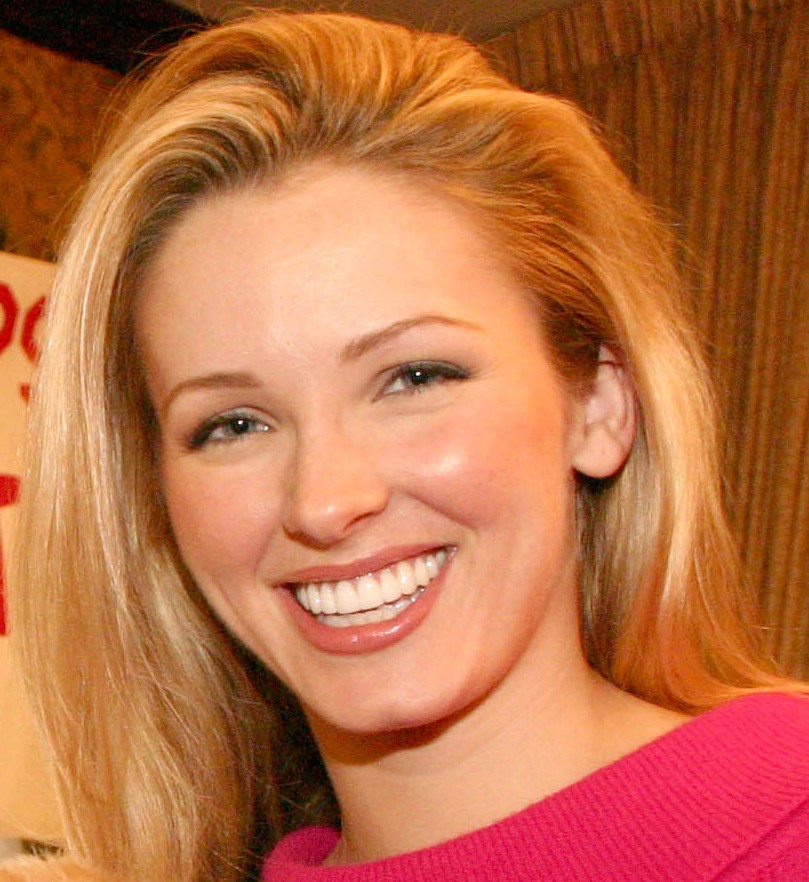
Shandi Finnessey, Miss Misuri USA y Miss USA 2004
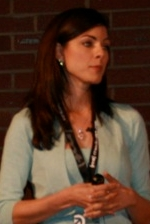
Larissa Meek, Miss Misuri USA 2001